# Distrito de Uttara Kannada
Uttara Kannada (en canarés; ಉತ್ತರ ಕನ್ನಡ ) es un distrito de India, en el estado de Karnataka .
Comprende una superficie de 10 291 km².
El centro administrativo es la ciudad de Karwar.

## Demografía
Según censo 2011 contaba con una población total de 1 436 847 habitantes.